# ایر پیپل اینترنشنال
ایر پیپل اینترنشنال (به انگلیسی: Air People International) یک شرکت هواپیمایی با کد یاتا 3D است که در تاریخ ۱۹۸۶ میلادی تأسیس شده است. دفتر مرکزی ایر پیپل اینترنشنال در بانکوک، تایلند واقع شده‌است.